# Neotoma
Genre
Neotoma est un genre de rats de la famille des Cricetidae.

## Répartition
Les espèces de ce genre se rencontrent au sud de l'Amérique du Nord.

## Liste des espèces
Selon Mammal Species of the World (version 3, 2005)  (6 oct. 2010) :
- sous-genre Neotoma (Neotoma) Say & Ord, 1825
  - Neotoma albigula Hartley, 1894 - Néotoma à gorge blanche[2]
  - Neotoma angustapalata Baker, 1951
  - Neotoma anthonyi J. A. Allen, 1898
  - Neotoma bryanti Merriam, 1887
  - Neotoma bunkeri Burt, 1932
  - Neotoma chrysomelas J. A. Allen, 1908
  - Neotoma devia Goldman, 1927
  - Neotoma floridana (Ord, 1818) - Nétoma des Appalaches[2]
  - Neotoma fuscipes Baird, 1858 - Néotoma à pattes sombres[2]
  - Neotoma goldmani Merriam, 1903
  - Neotoma lepida Thomas, 1893 - Néotoma du désert[2]
  - Neotoma leucodon Merriam, 1894
  - Neotoma macrotis Thomas, 1893
  - Neotoma magister Baird, 1857
  - Neotoma martinensis Goldman, 1905
  - Neotoma mexicana Baird, 1855 - Néotoma du Mexique[2]
  - Neotoma micropus Baird, 1855 - Néotoma des plaines[2]
  - Neotoma nelsoni Goldman, 1905
  - Neotoma palatina Goldman, 1905
  - Neotoma stephensi Goldman, 1905 - Néotoma de Stephens[2]
- sous-genre Neotoma (Teonoma) Gray, 1843
  - Neotoma cinerea (Ord, 1815) - Rat à queue touffue[3] ou Néotoma à queue touffue[2]
- sous-genre Neotoma (Teanopus) Merriam, 1903
  - Neotoma phenax (Merriam, 1903)